# Khayr al-Din al-Asadi
Khayr al-Din al-Asadi (en árabe: خير الدين الأسدي‎) fue un historiador sirio y recibió la Orden del Mérito Civil de la República Árabe Siria, Primera clase. Nació en 1900 en Alepo, Siria, y murió allí en 1971. Su padre, el jeque Omar “Assad” Ruslan era profesor de morfología y árabe en la escuela otomana ubicada en Bab al-Nasr y en la escuela Khusruwiyah ubicada cerca de la entrada de la ciudadela de Alepo.
Primero se educó en la escuela Shams al-Ma'arif, donde aprendió algunos de los idiomas que allí se enseñan, como turco, persa, francés e inglés, además de árabe. Es uno de los fundadores de la Sociedad Arqueológica Al Adeyat.